# Zapomínající funktor
Zapomínající funktor v matematice v oboru teorie kategorií je funktor, který „zapomíná“„“ nebo vypouští část nebo celou vstupní strukturu nebo vlastnosti „před“ zobrazením na výstup. Pro algebraickou strukturu s určitou signaturu to lze vyjádřit omezením signatury: nová signatura je zjednodušením staré. Pokud ze signatury zůstane prázdný seznam, funktor jednoduše zachová pouze podkladovou množinu struktury. Protože mnoho struktur v matematice je tvořeno množinou s určitou přidanou strukturou, často se pracuje se zapomínajícími funktory, které převádějí danou strukturu na podkladovou množinu.

## Úvod
Jako příklad lze uvést několik zapomínajících funktorů z kategorie komutativních okruhů. Okruh (unitální) popsaný v jazyce univerzální algebry je uspořádaný šestice {\displaystyle (R,+,\times ,a,0,1)} splňující určité axiomy, kde {\displaystyle +} a {\displaystyle \times } jsou binární operace na množině {\displaystyle R}, {\displaystyle a} je unární operace odpovídající aditivní inverzi, a 0 a 1 jsou nulární operace, které jsou neutrálními prvky obou binárních operací. Vypuštěním 1 dostaneme zapomínající funktor do kategorie okruhů bez jednotky; funktor jednoduše „zapomíná“ jednotku. Vypuštěním {\displaystyle \times } a 1 dostaneme funktor do kategorii abelových grup, který přiřazuje každému okruhu {\displaystyle R} podkladovou aditivní abelovskou grupu okruhu {\displaystyle R}. Každému morfismu okruhů je přiřazena stejné zobrazení považované pouze za morfismus sčítání mezi podkladovými grupami. Vypuštěním všech operací dává funktor do podkladové množiny {\displaystyle R}.
Je užitečné rozlišovat zapomínající funktory, které „zapomínají strukturu“ a funktory, které „zapomínají vlastnosti“. Například ve výše uvedeném příkladu komutativních okruhů existují kromě funktorů, které mažou některé z operací, také funktory, které zapomínají některé z axiomů. Existuje funktor z kategorie CRing do Ring, který zapomíná axiom komutativity, ale zachovává všechny operace. Příležitostně objekt může zahrnuje zvláštní množiny, které nejsou definované striktně z hlediska podkladové množiny (v tomto případě je otázkou vkusu, kterou část považovat za podkladovou množinu, i když v praxi je to zřídkakdy nejednoznačné). Pro tyto objekty existují zapomínající funktory, které zapomínají dodatečné množiny, které jsou obecnější.
Většina běžných objektů studovaných v matematice je konstruována jako podkladová množina s dalšími množinami, které na podkladové množině vytvářejí struktury (operace na podkladové množině, privilegované podmnožiny podkladové množiny atd.), které mohou splňovat některé axiomy. Pro tyto objekty se obvykle uvažuje následující zapomínající funktor:
Nechť {\displaystyle {\mathcal {C}}} je libovolná kategorie založená na množinách, například grupa s množinou svých prvků, nebo topologický prostor s množinou svých „bodů“. Jako obvykle objekty kategorie {\displaystyle {\mathcal {C}}} značíme {\displaystyle \operatorname {Ob} ({\mathcal {C}})} a morfismy kategorie značíme {\displaystyle \operatorname {Hom} ({\mathcal {C}})}. Uvažujme pravidlo:
Pro všechny {\displaystyle A} v {\displaystyle \operatorname {Ob} ({\mathcal {C}}),A\mapsto |A|=} podkladová množina {\displaystyle A,}
Pro všechny {\displaystyle u} v {\displaystyle \operatorname {Hom} ({\mathcal {C}}),u\mapsto |u|=} morfismus {\displaystyle u} jako zobrazení množin.
Pak funktor {\displaystyle |\cdot |} je zapomínající funktor z {\displaystyle {\mathcal {C}}} do kategorie množin Set.
Zapomínající funktory jsou skoro vždy věrné. Konkrétní kategorie mají zapomínající funktory do kategorie množin; skutečně mohou být definovány jako kategorie, které připouštějí věrný funktor do této kategorie.
Zapomínající funktory, které zapomínají pouze axiomy jsou vždy úplně věrný, protože každý morfismus, který zachovává struktury mezi objekty splňujícími axiomy, automaticky také zachovává tyto axiomy. Zapomínající funktory, které zapomínají struktury, nemusí být úplné; některé morfismy nerespektují strukturu. Tyto funktory jsou však stále věrné, protože různé morfismy, které strukturu zachovávají, jsou stále různé i po zapomenutí struktury. Funktory, které zapomínají zvláštní množiny, věrné být nemusí, protože různé morfismy zachovávající strukturu těchto zvláštních množin mohou být na podkladové množině nerozlišitelné.
V jazyce formální logiky funktor prvního druhu odstraňuje axiomy, funktor druhého druhu odstraňuje predikáty, a funktor třetího druhu odstraňuje typy.[ujasnit]. Příklad prvního druhu je zapomínající funktor Ab → Grp. Jedním z funktorů druhého druhu je zapomínající funktor Ab → Set. Funktor třetího druhu je funktor Mod → Ab, kde Mod je fibrovaná kategorie všech modulů nad libovolnými okruhy. Abychom se o tom přesvědčili, stačí zvolit takový okruhový homomorfismus mezi podkladovými okruhy, který nemění akci okruhu. Pod zapomínajícím funktorem dává tento morfismus identitu. Je třeba pamatovat, že objekt z Mod je n-tice, která obsahuje okruh i abelovskou grupu, takže výběr toho, co se má zapomenout, je otázkou volby.

## Levé adjunkty zapomínajících funktorů
Zapomínající funktory mají tendenci mít levé adjunkty, což jsou 'volné' konstrukce. Například:
- volný modul: zapomínající funktor z {\displaystyle \mathbf {Mod} (R)} (kategorie {\displaystyle R}-modulů) na {\displaystyle \mathbf {Set} } má levý adjunkt {\displaystyle \operatorname {Free} _{R}}, s {\displaystyle X\mapsto \operatorname {Free} _{R}(X)}, volný {\displaystyle R}-modul s bází {\displaystyle X}.
- volná grupa
- volný svaz
- tenzorová algebra
- volná kategorie adjungovaná k zapomínajícímu funktoru z kategorie do multidigrafu
- univerzální obalující algebra

Kniha „Categories for the Working Mathematician“ obsahuje rozsáhlejší seznam zapomínajících funktorů s levými adjunkty.
Protože se jedná o základní příklad adjunkce, upřesníme jej:
adjunkce znamená, že je-li dána množina X a objekt (např. R-modul) M, zobrazení množiny {\displaystyle X\to |M|} odpovídá zobrazení modulů {\displaystyle \operatorname {Free} _{R}(X)\to M}: každé zobrazení množin dává zobrazení modulů, a každé zobrazení modulů pochází ze zobrazení množin.
V případě vektorových prostorů to lze shrnout takto:
„Zobrazení mezi vektorovými prostory je určeno tím, kam posílá bázi, a bázi lze zobrazit na cokoli.“
Symbolicky:
{\displaystyle \operatorname {Hom} _{\mathbf {Mod} _{R}}(\operatorname {Free} _{R}(X),M)=\operatorname {Hom} _{\mathbf {Set} }(X,\operatorname {Forget} (M)).}
Jednotkou volné zapomínající adjunkce je „inkluze báze“: {\displaystyle X\to \operatorname {Free} _{R}(X)}.
Příklad zapomínajícího funktoru bez adjunkce poskytuje kategorie komutativních těles Fld. Pro danou množinu neexistuje žádné těleso vyhovující volné univerzální vlastnosti.